# Daymadagyldy
Daymadagyldy (azerbajdzjanska: Dəymədağıldı) är en ort i Azerbajdzjan.   Den ligger i distriktet Bərdə Rayonu, i den centrala delen av landet, 230 km väster om huvudstaden Baku. Daymadagyldy ligger 73 meter över havet och antalet invånare är 1 862.
Terrängen runt Daymadagyldy är platt, och sluttar brant österut. Runt Daymadagyldy är det ganska tätbefolkat, med 129 invånare per kvadratkilometer.. Närmaste större samhälle är Barda, 7,1 km norr om Daymadagyldy.
Trakten runt Daymadagyldy består till största delen av jordbruksmark.